# Mesosa postfasciata
Mesosa postfasciata är en skalbaggsart som beskrevs av Stefan von Breuning 1974. Mesosa postfasciata ingår i släktet Mesosa och familjen långhorningar.
Artens utbredningsområde är Sarawak. Inga underarter finns listade i Catalogue of Life.